# Championnat d'Islande de football 2019
 (mai 2019).
Navigation
Pepsi-deild 2018 Pepsi-deild 2020
La saison 2019 de Pepsi-deild est la cent-huitième édition de la première division de football d'Islande, qui constitue le premier échelon national islandais et oppose 12 clubs professionnels, à savoir les dix premiers de la saison 2018, ainsi que les deux premiers de la deuxième division islandaise de 2018. Le championnat débute le 26 avril 2019 et se clôt en septembre 2019. Il comprend vingt-deux journées, les clubs s'affrontant deux fois en matches aller-retour.

## Compétition

### Règlement
La distribution des points se fait tel que suit :
- 3 points en cas de victoire
- 1 point en cas de match nul
- 0 point en cas de défaite

En cas d'égalité, les équipes sont départagées selon les critères suivants dans cet ordre :
- Différence de buts générale
- Nombre de buts marqués
- Fair-play

### Classement
| Rang | Équipe            | Pts | J  | G  | N  | P  | Bp | Bc | Diff |
| ---- | ----------------- | --- | -- | -- | -- | -- | -- | -- | ---- |
| 1    | KR L              | 52  | 22 | 16 | 4  | 2  | 44 | 23 | +21  |
| 2    | Breiðablik        | 38  | 22 | 11 | 5  | 6  | 45 | 31 | +14  |
| 3    | FH                | 37  | 22 | 11 | 4  | 7  | 40 | 36 | +4   |
| 4    | Stjarnan S        | 35  | 22 | 9  | 8  | 5  | 40 | 34 | +6   |
| 5    | KA                | 31  | 22 | 9  | 4  | 9  | 34 | 34 | 0    |
| 6    | Valur Reykjavik T | 29  | 22 | 8  | 5  | 9  | 38 | 34 | +4   |
| 7    | Víkingur C        | 28  | 22 | 7  | 7  | 8  | 37 | 35 | +2   |
| 8    | Fylkir            | 28  | 22 | 8  | 4  | 10 | 38 | 44 | -6   |
| 9    | HK                | 27  | 22 | 7  | 6  | 9  | 29 | 29 | 0    |
| 10   | ÍA Akranes P      | 27  | 22 | 7  | 6  | 9  | 27 | 32 | -5   |
| 11   | UMF Grindavík     | 20  | 22 | 3  | 11 | 8  | 17 | 28 | -11  |
| 12   | IBV               | 10  | 22 | 2  | 4  | 16 | 23 | 52 | -29  |

|  | Qualification pour le 1er tour de qualification de la Ligue des champions de l'UEFA 2020-2021                                                                           |
|  | Qualification pour le 1er tour de qualification de la Ligue Europa 2020-2021                                                                                            |
|  | Relégation directe en 1. deild |
|  | T : Tenant du titre C : Vainqueur de la Coupe d'Islande L : Vainqueur de la Coupe de la Ligue islandaise S : Vainqueur de la Supercoupe d'Islande P : Promu de 1. deild |

## Bilan de la saison
| Championnat d'Islande de football 2019                             |                          |
| Champion                                                           | KR Reykjavik (27e titre) |
| Coupes et trophées                                                 |                          |
| Vainqueur de la Coupe d'Islande 2019                               | Víkingur Reykjavik       |
| Vainqueur de la Coupe de la Ligue islandaise                       | KR Reykjavik             |
| Vainqueur de la Supercoupe d'Islande                               | Stjarnan                 |
| Qualifications continentales                                       |                          |
| Ligue des champions de l'UEFA 2020-2021                            | KR Reykjavik             |
| Ligue Europa 2020-2021                                             | Víkingur Reykjavik       |
| Ligue Europa 2020-2021                                             | Breiðablik Kópavogur     |
| Ligue Europa 2020-2021                                             | FH Hafnarfjörður         |
| Promotions et relégations                                          |                          |
| Promus en Championnat d'Islande de football                        | ÍF Grótta                |
| Promus en Championnat d'Islande de football                        | Fjölnir Reykjavik        |
| Relégués en Championnat d'Islande de football de deuxième division | UMF Grindavík            |
| Relégués en Championnat d'Islande de football de deuxième division | ÍB Vestmannaeyja         |